# Bosanci (Suceava)
Bosanci est une commune roumaine située dans le județ de Suceava.